# Sophie Barjac

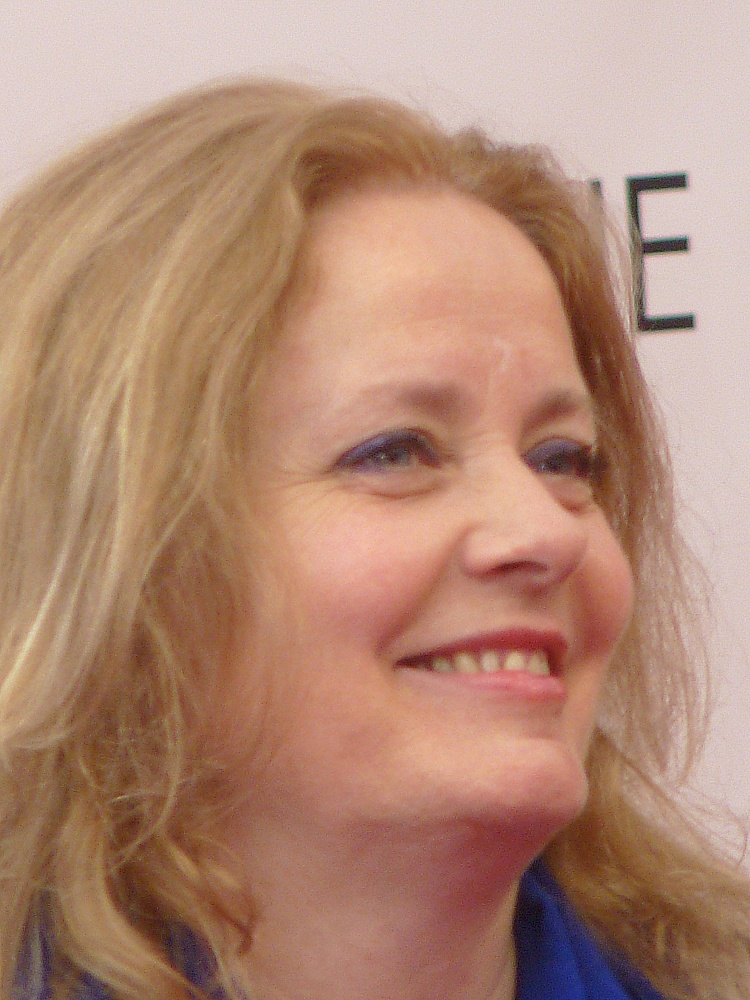
Sophie Barjac

Sophie Barjac (* 24. März 1957 in Bourges), teilweise auch gelistet als Sophie Foucaud, ist eine  französische Schauspielerin.

## Leben
Barjac debütiert 1974 in einer Nebenrolle neben Anicée Alvina in Isabelle devant le désir. Ihre bekanntesten Parts spielte sie in Her mit den kleinen Engländerinnen, Hotel de la plage und in der Titelrolle von Alicja im Horrorland. Im Fernsehen wird sie 1976 durch Bernard Toublanc-Michels Serie Anne, jour après jour bekannt.  Später hat sie eine Nebenrolle in Wer hat dem Rabbi den Koks geklaut? (1987). In der kanadischen Westernserie Bordertown hatte sie eine feste Rolle als Ärztin Marie Dumont.

## Filmografie (Auswahl)
- 1974: Isabelle devant le désir
- 1976: Her mit den kleinen Engländerinnen (Á nous les petites Anglaises!)
- 1976: Kommissar Moulin (Commissaire Moulin; Fernsehserie, 1 Folge)
- 1978: Das Strandhotel (L’Hôtel de la plage)
- 1982: Alicja im Horrorland (Alicja)
- 1983: La Fiancée qui venait du froid
- 1985: Der Filou (L’amour en douce)
- 1987: Wer hat dem Rabbi den Koks geklaut? (Lévy et Goliath)
- 1989–1991: Bordertown (Fernsehserie)
- 1991: The Man who lived at the Ritz
- 1998: Lehrer auf Abruf (L’Instit, Fernsehserie)
- 1998: Docteur Sylvestre (Fernsehserie)
- 2003–2004: La Crim’ (Fernsehserie, 12 Folgen)
- 2006: Fabien Cosma (Fernsehserie)
- 2018: Candice Renoir (Fernsehserie, 1 Folge)
- 2018: Plus belle la vie (Fernsehserie, 7 Folgen)